# Родман (Нью-Йорк)
Родман (англ. Rodman) — місто (англ. town) в США, в окрузі Джефферсон штату Нью-Йорк. Населення — 1197 осіб (2020).

## Демографія
Згідно з переписом 2010 року, у місті мешкало 1176 осіб у 419 домогосподарствах у складі 325 родин. Було 476 помешкань
Расовий склад населення:
| - 96,8 % — білих - 1,0 % — азіатів - 0,3 % — корінних американців - 0,2 % — чорних або афроамериканців - 0,1 % — вихідців з тихоокеанських островів |

До двох чи більше рас належало 1,2 %. Частка іспаномовних становила 1,5 % від усіх жителів.
За віковим діапазоном населення розподілялося таким чином: 26,4 % — особи молодші 18 років, 63,8 % — особи у віці 18—64 років, 9,8 % — особи у віці 65 років та старші. Медіана віку мешканця становила 39,5 року. На 100 осіб жіночої статі у місті припадало 104,5 чоловіків;  на 100 жінок у віці від 18 років та старших — 111,7 чоловіків також старших 18 років.
Середній дохід на одне домашнє господарство  становив 76 480 доларів США (медіана — 66 833), а середній дохід на одну сім'ю — 80 639 доларів (медіана — 71 875). Медіана доходів становила 48 750 доларів для чоловіків та 34 095 доларів для жінок. За межею бідності перебувало 4,9 % осіб, у тому числі 0,9 % дітей у віці до 18 років та 7,3 % осіб у віці 65 років та старших.
Цивільне працевлаштоване населення становило 593 особи. Основні галузі зайнятості: освіта, охорона здоров'я та соціальна допомога — 24,8 %, будівництво — 12,5 %, роздрібна торгівля — 11,6 %.